# Dantes Verlag
Der Dantes Verlag ist ein deutscher Comicverlag mit Sitz in Mannheim. Der Verlag wurde 2017 von Josua Dantes gegründet, nachdem Dantes eine Übersetzung für den bis dahin nicht auf Deutsch veröffentlichten Comicband Usagi Yojimbo Nr. 7 plante, um sich ein eigenes Exemplar drucken zu lassen. Dies führte im Weiteren zur Verlagsgründung.

## Titel (Auswahl)
- Usagi Yojimbo von  Stan Sakai (ab 2017)
- Sláine  von Pat Mills (ab 2017)
- Gravel von Warren Ellis  (ab 2017)
- Apparat von Warren Ellis  (ab 2019)
- Outlaw Nation von Jamie Delano (ab 2019)
- Narben von Warren Ellis (ab 2019)
- Code Pru von Garth Ennis (2020)
- Second Comming von Mark Russell und Richard Pace (ab 2023)
- Trese von Budjette Tan und Kajo Baldisimo (ab 2024)

Alle Titel werden von Jens R. Nielsen übersetzt.